# راي بيرس
راي بيرس (بالإنجليزية: Ray Pierce)‏ هو لاعب كرة قاعدة أمريكي، ولد في 6 يونيو 1897 في إمبوريا في الولايات المتحدة، وتوفي في 4 مايو 1963 في دنفر في الولايات المتحدة.

## وصلات خارجية
- راي بيرس على موقعبيزبول رفرنس.كوم (الدوري الرئيسي) (الإنجليزية)
- راي بيرس على موقعبيزبول رفرنس.كوم (الدوري الثانوي) (الإنجليزية)